# Allain (Frankrijk)
Allain is een gemeente in het Franse departement Meurthe-et-Moselle (regio Grand Est) en telt 452 inwoners (31 december 2006). De plaats maakt deel uit van het arrondissement Toul.

## Geografie
De oppervlakte van Allain bedraagt 16,8 km², de bevolkingsdichtheid is 23,0 inwoners per km².
De onderstaande kaart toont de ligging van Allain (Frankrijk) met de belangrijkste infrastructuur en aangrenzende gemeenten.

## Demografie
Onderstaande figuur toont het verloop van het inwonertal (bron: INSEE-tellingen).